# Регель, Фридрих
Фридрих Регель (Christian Friedrich Leopold Regel) — немецкий географ и путешественник. Внук немецкого богослова Фридриха Людвига Регеля (1770—1826) и племянник немецкого и российского ботаника Эдуарда Регеля (1815—1892).

## Биография
Родился в 1853 году. В 1892 году занял кафедру географии в Йене, с 1899 года — в Вюрцбурге. В 1896—1897 гг. Регель путешествовал для научных исследований по Центральной и Северной Америке. Ему принадлежит ряд статистическо-географических трудов о Тюрингии, из которых главнейшие: «Beiträge zur Landes und Volkskunde des Thüringer Waldes» (1884—87) и «Thüringen. Ein landeskundlicher Grundriss» (1897).
Другие труды Регеля: «Der Harz», «Kolumbien» (1899). В 1882—1899 гг. был соредактором «Mitteilungen der Geographischen Gesellschaft zu Jena» (т. 1—17).